# Giovanni Battista Doni
Giovanni Battista Doni (ur. 1594 we Florencji, zm. 1 grudnia 1647 tamże) – włoski teoretyk muzyki.

## Życiorys
Studiował literaturę i filozofię w Rzymie i Bolonii, w latach 1613–1618 odbył natomiast studia prawnicze w Bourges. W 1618 roku obronił doktorat z prawa na uniwersytecie w Pizie. W 1621 roku towarzyszył legatowi papieskiemu Ottavio Corsiniemu w podróży do Francji. Od 1622 roku przebywał w Rzymie w służbie kardynała Francesco Barberiniego, któremu towarzyszył w jego podróżach po Europie. Interesował się starożytnościami, w oparciu o swoje studia nad muzyką antyczną skonstruował rodzaj podwójnej liry zwanej Lira Barberina lub Amphichord, którą sprezentował papieżowi Urbanowi VIII. W 1640 roku osiadł we Florencji, gdzie książę Ferdynand II powierzył mu stanowisko kierownika katedry wymowy na Uniwersytecie Florenckim.
W swoich rozważaniach zajmował się przede wszystkim muzyką starożytną, interesował się problematyką greckich skal muzycznych i możliwości ich oddania w muzyce współczesnej, a także kwestią odtworzenia greckich gatunków muzycznych. W pracy Trattato della musica scenica badał problem wykonawstwa utworów scenicznych w starożytności w odniesieniu do wczesnej opery jako formy ich kontynuacji, wysuwając pogląd, że śpiewane w sztuce powinny być jedynie monologi i partie chóralne.